# Malamocco

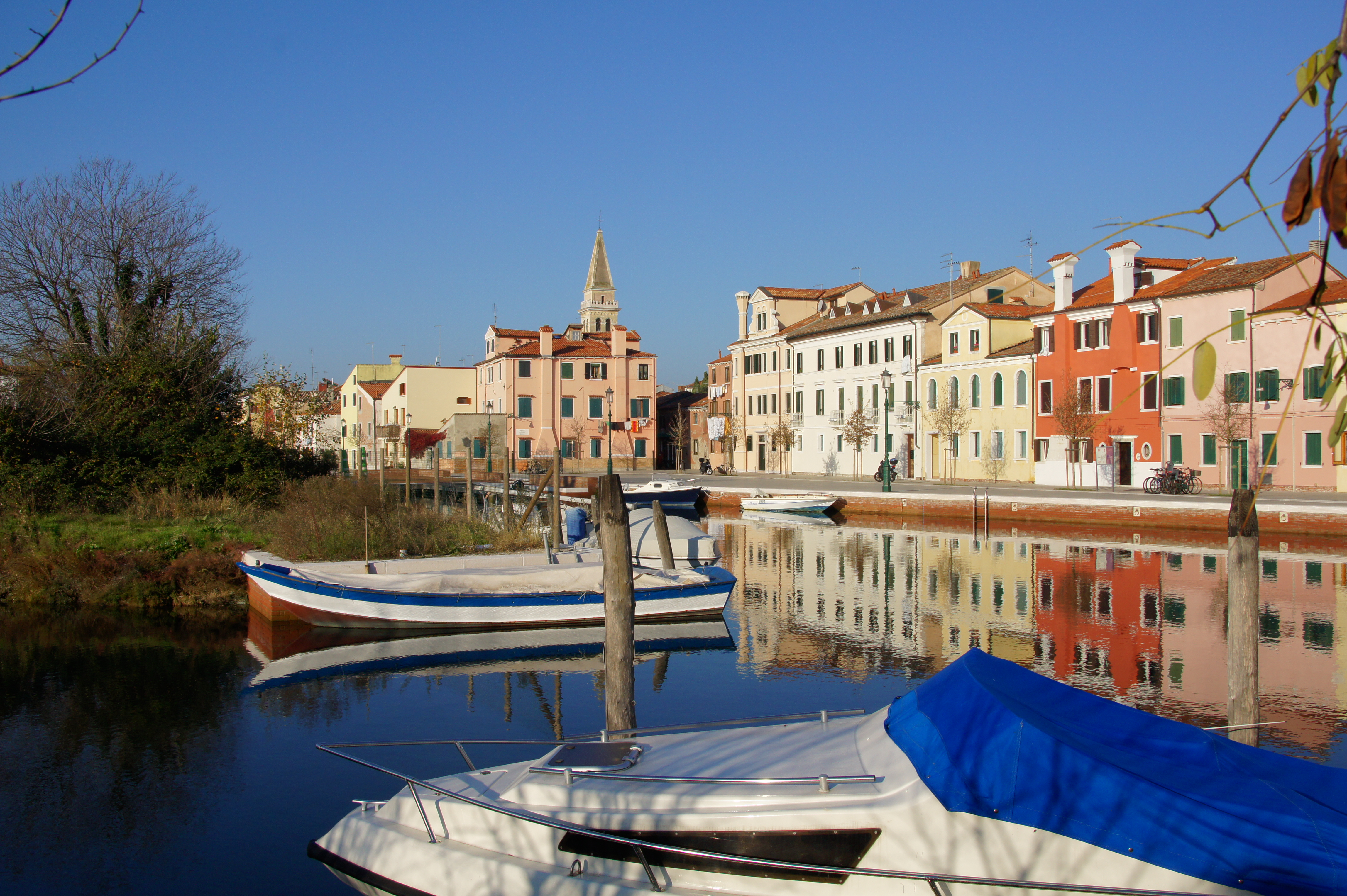
Malamoccos småbåtshamn och gamla stadskärna.

Malamocco är en stadsdel i Venedigs kommuns sydöstra utkant och tidigare självständig ort, belägen på den italienska ön Lido di Venezia. Malamocco räknas statistiskt in i tätorten Lido i Venedigs kommundel Lido-Pellestrina. Malamocco ligger på Lidoöns smala syddel och omges i öster av Adriatiska havet och i väster av Venediglagunen. Strax söder om Malamocco ligger Malamoccokanalen med översvämningsbarriären MO.S.E. som skiljer Lidoön från Pellestrinaön och används av djupgående fartyg som trafikerar lagunen.

## Historia
Ortens äldsta föregångare var en av de äldsta hamnbosättningarna vid lagunen och fungerade som hamn för Padua redan från romersk tid. Under folkvandringstiden kom hunnerna under Attila och senare langobarderna under Agilulf att invadera nuvarande norra Italien, vilket ledde till att flyktingar från fastlandet kom att slå sig ned i Malamocco. Orten hade en storhetsperiod under denna tid, då ett biskopssäte grundades här på 600-talet och orten från Teodato Ipatos regering i mitten av 700-talet till och med omkring 811 under Obelerio degli Antenoris regering var säte för de tidiga dogerna av Venedig. Efter att Frankerriket under Pippin av Italien belägrat och delvis ockuperat de venetianska bosättningarna, kom den frankervänliga dogen Obelerio att avsättas och ersättas av Agnello Participazio, som lät flytta huvudstaden och dogens säte till ett mer skyddat läge, Venedigs nuvarande centrum på Rialtoöarna.
Under Republiken Venedig kom Malamocco att utgöra en bosättning i utkanten av republikens historiska kärnområde i lagunen, och orten styrdes av en podestà som ett av nio distrikt i Dogado, dogedömet.
Den gamla hamnstaden flyttades till det nuvarande läget efter att lagunens skiftande sand och en omfattande översvämning i början av 1100-talet ödelagt staden och dess handel. Även om orten på nytt kom att byggas upp, tappade den avsevärt i betydelse och biskopssätet flyttades till Chioggia, där det fortfarande ligger. 1379–1381 kom ortens befästningar att bombarderas av Genua under Chioggiakriget.

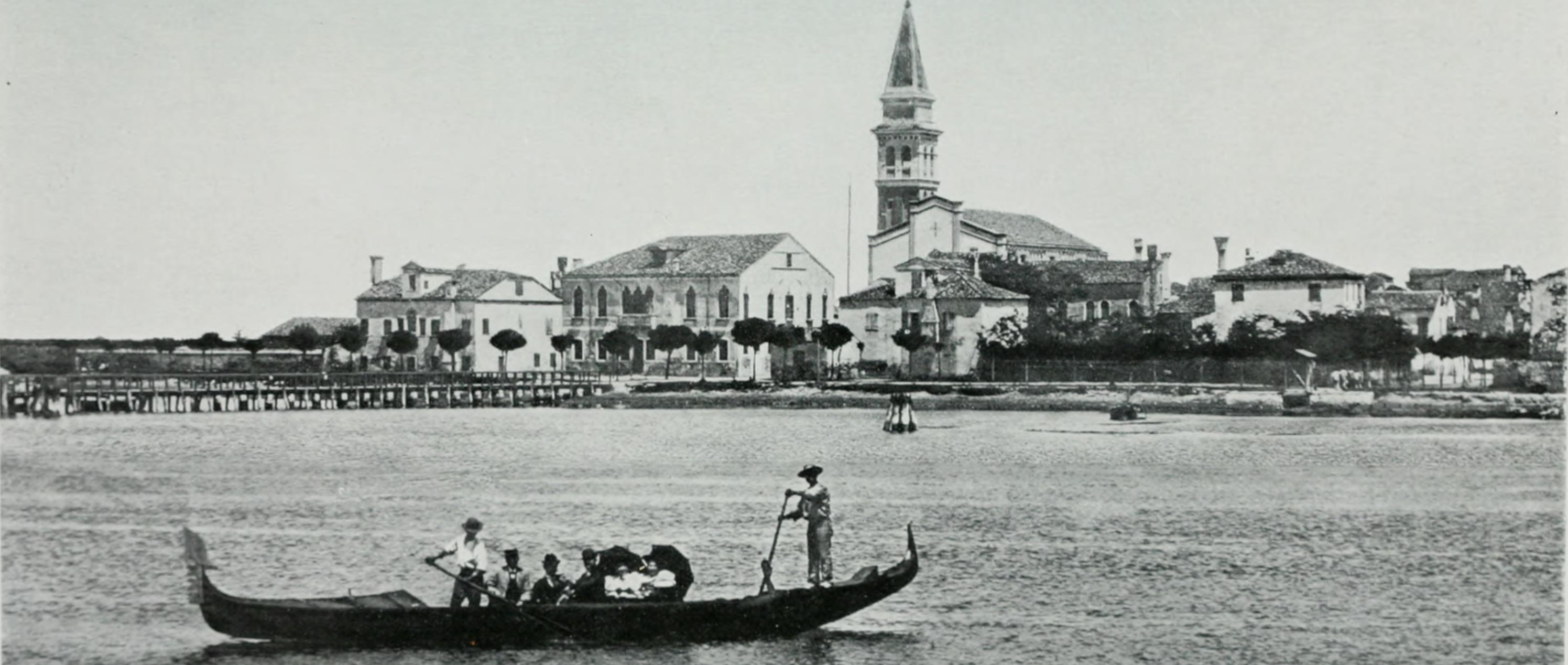
Vy mot Malamocco, 1904.

Malamocco var fram till 1800-talet den största bosättningen på Lidoön, och var från 1816 fram till 1883 säte för en självständig kommun som omfattade hela Lidoön, innan kommunen 1883 uppgick i Venedigs stadskommun. Från mitten av 1800-talet och framåt har öns norra del dock i hög grad exploaterats med strandhotell och bostäder, varför Malamocco idag är en äldre småstadsliknande förort i Venedigs sydöstra utkant, omgiven av mer glesbebyggda stränder, medan öns kommersiella centrum idag ligger vid Gran Viale i tätorten Lido längre norrut på ön. Sedan 2001 redovisas Malamocco statistiskt som del av orten Lido, som omfattar hela den sammanhängande bebyggelsen på öns norra och centrala del. Under senare år har Malamoccos historiska ortskärna gjorts bilfri och en kanal över ön med en småbåtshamn anlagts, med dammanläggningar och slussportar som skyddar den gamla bebyggelsen från tidvattenskador.

## Sevärdheter

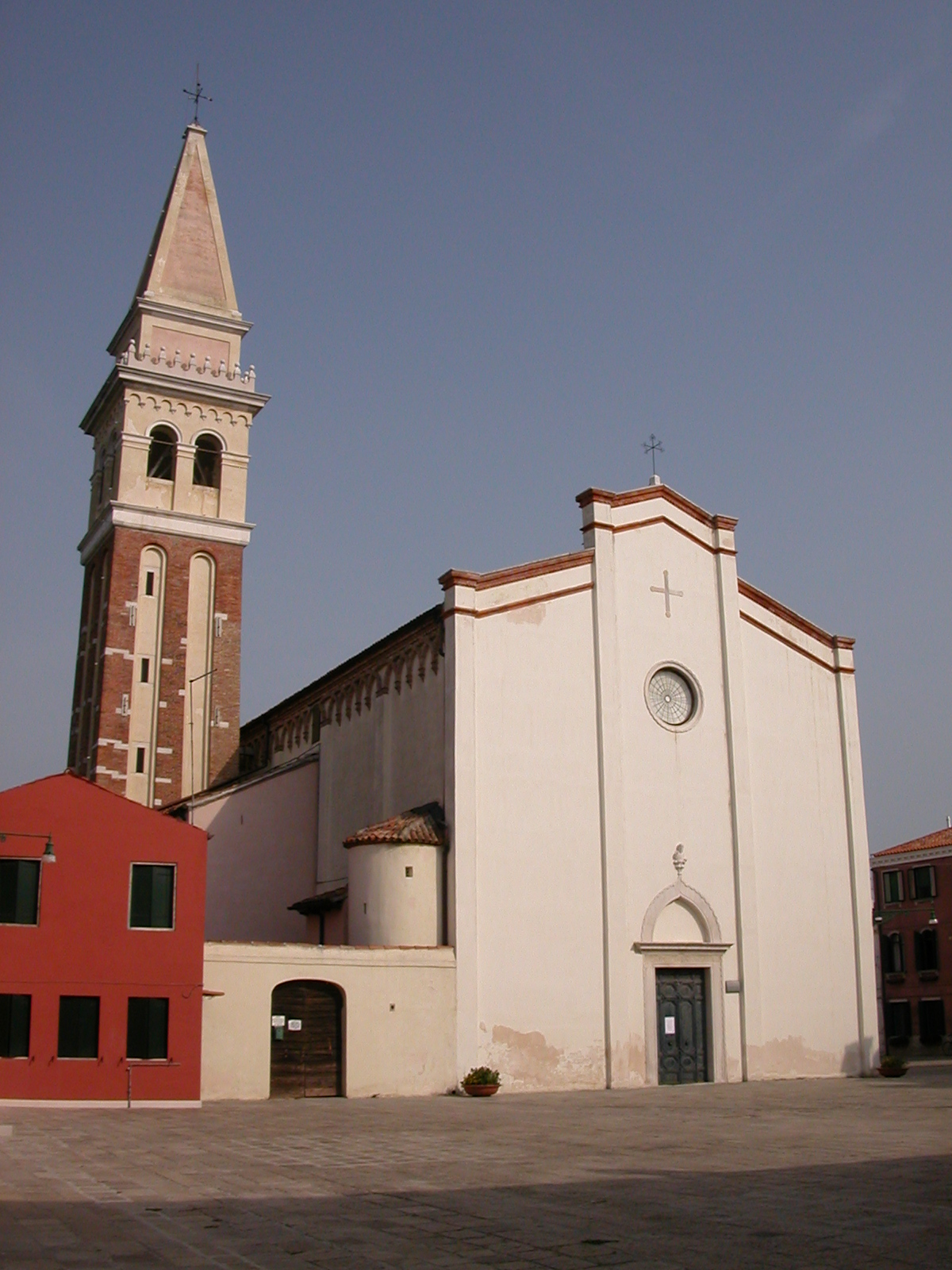
Santa Maria Assunta-kyrkan

Den gamla småstadsbebyggelsen i ortskärnan är välbevarad och karakteriseras liksom Venedigs centrum av kanaler, öppna platser och smala gränder.
- Ortens kyrka, Santa Maria Assunta, ligger vid Piazza Maggiore. Kyrkan uppfördes under 1100-talet i venetiansk-bysantinsk romansk stil och byggdes om 1339 och 1557.
- Ponte Borgo, bron vid ortens fästningsruin.
- Palazzo del Podestà, 1400-talspalats i gotisk stil för ortens podestà, idag lokalt kommunhus.
- Monument rest av familjen Pisani 1537.